# Abelardo de la Torre Grajales
Abelardo de la Torre Grajales (Chiapa de Corzo, Chiapas, 4 de diciembre de 1913 - 22 de abril de 1976). Fue un político y líder sindical mexicano, miembro del Partido Revolucionario Institucional, fue Diputado Federal y senador por Chiapas.
Se inició en las actividades políticas como líder sindical de los trabajadores de la Secretaría de Hacienda y Crédito Público, llegando a ser con posteridad Secretario General de la Federación de Sindicatos de Trabajadores al Servicio del Estado (FSTSE), ocupó además los cargos de oficial mayor y subsecretario de la Secretaría del Patrimonio Nacional y jefe de Servicios Generales del Instituto Mexicano del Seguro Social.
Fue elegido diputado federal y senador por Chiapas a las Legislaturas XLIV y XLV de 1958 a 1964, se le mencionó en varias ocasiones como posible candidato a gobernador de Chiapas, candidatura que nunca obtuvo. En 1976 fue postulado nuevamente candidato a Senador y estando en campaña murió el 22 de abril de ese año, antes de ser electo.
- Datos: Q5654992